# Kultfilm

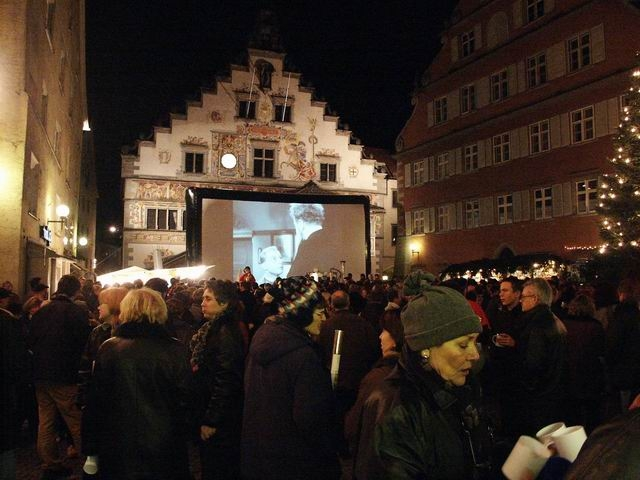
Freiluft-Aufführung 2009 des deutschen Kultfilms Die Feuerzangenbowle von 1944

Kultfilme sind Filme, um die ein Fan-Kult betrieben wird, oft noch Jahrzehnte nach der Premiere. Dies äußert sich etwa durch das regelmäßige Anschauen (Dinner for One zu Silvester), durch Riten bei der Vorführung (The Rocky Horror Picture Show, mitunter mit Live-Performance vor der Leinwand, Blues Brothers oder Die Feuerzangenbowle), durch das Zitieren von Textpassagen (Der Pate oder Monty Pythons Das Leben des Brian), bis hin zur Übernahme von Philosophien, Kunstsprachen oder Uniformen (Star Trek, Star Wars). Manchmal treffen sich kostümierte Fans auf Conventions, wobei oft Schauspieler und andere Filmbeteiligte als Ehrengäste teilnehmen.

## Kultfilm als subjektives Empfinden
Entscheidend für einen Kultfilm ist ausschließlich die Reaktion des Publikums, die über eine „normale“ Identifikation hinausgehen muss und deshalb von Generation zu Generation wechselt. Sie  unterscheidet sich in den einzelnen Ländern, weshalb die Erstellung einer Liste von Kultfilmen wegen des individuellen Verhältnisses des Einzelnen zum Film kaum möglich ist. Dass ein großer Teil der Zuschauer den Film ablehnt, steht dem nicht entgegen, sondern führt häufig gerade erst zu der besonderen Beziehung des Liebhabers zum Werk.
Fans der Filme 2001: Odyssee im Weltraum und Uhrwerk Orange sehen diese als wegweisend und bahnbrechend (bei Odyssee im Weltraum z. B. hinsichtlich der Tricktechnik und der Kombination von Raumfahrt mit Walzerklängen), andere finden diese Filme langweilig.
Bestimmte Filme gewinnen ihren Kultstatus dadurch, dass viele Angehörige einer Gruppe oder Generation sie als besonders gelungenen Ausdruck ihres Lebensgefühls empfinden. Ein Beispiel ist Easy Rider für die Hippie-Generation.
Allein der wirtschaftliche Erfolg oder Misserfolg eines Filmes stellt keinen Maßstab für den Kultstatus dar. Häufig wurde der Begriff Kultfilm gerade zur Abgrenzung des Filmgeschmacks des Massenpublikums verwendet. Nicht selten handelt es sich bei Kultfilmen um Filme, die ursprünglich keine kommerziellen Erfolge waren und erst später dank des Kultes wiederentdeckt wurden, so etwa bei The Rocky Horror Picture Show, A Night at the Roxbury, Citizen Kane oder Blade Runner, die teilweise zunächst im Kino floppten, aber beispielsweise im Videoverleih oder DVD-Vertrieb Kultstatus erlangten.
Independentfilmen wird deshalb im Allgemeinen eher ein „Kultfilm-Potenzial“ zugesprochen als Hollywood-Filmen. Pulp Fiction ist ein Beispiel für einen äußerst erfolgreichen Kultfilm, der durch seinen erheblichen Einfluss auf nachfolgende Gangster-Filme Einfluss in das Mainstream-Kino fand. Weitere Werke von Quentin Tarantino genießen einen vergleichbaren Ruf. Den Filmen von Russ Meyer wird oft der Status Kult zugesprochen, in ihrem Genre gelten sie als Vorreiter.
Mitunter handelt es sich um relativ billige Produktionen (B-Movie), die mit ihrer trashigen Ästhetik und unfreiwilligen Komik ein postmodernes Publikum anziehen, das in diesen Filmen auf den ersten Blick ungeahnte Qualitäten entdeckt. Da diese Trash-Ästhetik auch bewusst eingesetzt wurde, sprechen manche Filmwissenschaftler von einem eigenen Kultfilm-Genre.
Ein klassisches Beispiel in diesem Zusammenhang sind die Filme des US-amerikanischen Filmregisseurs Ed Wood, der postum zum „schlechtesten Regisseur aller Zeiten“ gewählt wurde. Ein bekannter deutscher Vertreter dieses Genres ist Rosa von Praunheim, dessen Film Die Bettwurst von 1971 exemplarisch für diese Filmgattung ist.
Letzten Endes entlehnen aber viele Kultfilme ihre dramatische Struktur aus anderen Genres, und einige können auch zu Recht unangefochten einen Status als Kunstwerk beanspruchen. Anregend zur Kultbildung scheint auch eine Wiederholungsrate oder Serienausstrahlung, wie der Hype um den Fernsehfilm Ijon Tichy: Raumpilot aufgezeigt hat.

## Kultfilm als Zeichen des Zeitgeistes
Vor allem im Laufe des Zeitgeistes der Jahrzehnte avancieren Filme – auch nachträglich – zu Kultfilmen. So wurden die Spielfilme mit dem Schauspieler James Dean wie etwa … denn sie wissen nicht, was sie tun von 1955 aufgrund der Handlung der Filme, wegen des Schauspielers sowie seines frühen Todes zu Kultfilmen.
Anfang der 1970er-Jahre wurde die Verfilmung Schulmädchen-Report: Was Eltern nicht für möglich halten – begleitet von massiver Kritik aus konservativen Kreisen – zu einem „Kultfilm der Aufklärung und Freizügigkeit“. Auf dem weltweiten Höhepunkt der Disco-Ära wurde für viele Jugendliche der Film Saturday Night Fever durch das Filmthema, die Schauspieler und die Musik zu einem Kultfilm.

## Kultfilm nach Filmgenres
Jedes Filmgenre bringt auch für bestimmte Personengruppen Kultfilme hervor. So werden unter den vielen Westernfilmen Spiel mir das Lied vom Tod oder Zwölf Uhr mittags als Kultfilm angesehen. Auch die Verfilmungen der Karl-May-Geschichten des Apachen-Häuptlings Winnetou wurden in den 1960er Jahren zu „Kultfilmen des deutschen Kinos“.
Unter Krimiliebhabern gelten die Edgar-Wallace- und Alfred-Hitchcock-Filme als Kultfilme. Im Genre Roadmovie avancierte der Film Thelma & Louise auch wegen der gezeigten Frauenfiguren zu einem Kultfilm.
Eine sehr klare Einstufung als Kultfilm nehmen häufig die Fans bestimmter Musikgruppen bei Musikfilmen (z. B. Beatles-Filme, ABBA-Film, The-Doors-Film) sowie Fangruppen von Comicfiguren bzw. Zeichentrickfilmen (z. B. Die Peanuts, Asterix, Werner) vor.

## Abgrenzung der Begriffe Kultfilm und Filmklassiker
Eine exakte Abgrenzung beider Begriffe ist nur schwer möglich. Für bestimmte Personengruppen kann ein Film gleichzeitig ein Kultfilm als auch ein Filmklassiker sein.
Als Filmklassiker gelten häufig Filme, deren Erstaufführung vor mindestens 30 Jahren war, die sehr hohe Besucherzahlen in den Kinos hatten, die Maßstäbe in der Filmproduktion gesetzt haben, die mehrere Filmpreise gewinnen konnten oder noch heute eine messbare Bekanntheit haben. Bekannte Beispiele sind Lichter der Großstadt, King Kong, Casablanca oder Der weiße Hai. Auch die erfolgreiche Verfilmung eines Literatur-Bestsellers kann zu einem Filmklassiker werden (z. B. In 80 Tagen um die Welt, Quo vadis?, Ben Hur oder Vom Winde verweht).
Als Unterschied zwischen Filmklassikern und Kultfilmen kann gesehen werden, dass letztere nicht die Standards beurteilter hoher künstlerischer Qualität erfüllen müssen – manchmal sind sie gerade durch Trash- und Camp-Elemente oder unfreiwillige Komik beim Publikum beliebt (etwa Ed-Wood-Filme oder Reefer Madness). Häufig hilft ein Kultstatus aber auch Filmen dabei, nicht in Vergessenheit zu geraten und am Ende zum Filmklassiker zu werden.

## Begriffsverwendung als gezieltes Marketinginstrument
Heute wird der Begriff Kultfilm, ungeachtet bisher gültiger Definitionen, in inflationärem Umfang benutzt. Immer häufiger wird er von den Filmstudios/Verleihern als Marketingelement benutzt, und Filme werden schon bei der ersten Aufführung mit großem Werbeaufwand als „Kultfilm“ bezeichnet, um möglichst viele Zuschauer ins Kino zu locken. So wurde etwa die US-amerikanische Komödie Wayne’s World vor dem Kinostart in Deutschland bereits als angeblicher „Kultfilm“ beworben. Insbesondere bei B-Movies und Trashfilmen werben die Filmvertreiber oft gezielt mit dem Begriff, um ein an Kultfilmen interessiertes Publikum anzuziehen.
Auch bei den privaten Fernsehsendern werden regelmäßig alte und bekannte Filme marktschreierisch als „DER Kultfilm“ angekündigt, um die Einschaltquoten zu steigern. Hier wird stets vergessen, dass alleine der Zuschauer über den Status „Kultfilm“ entscheidet und nicht das Diktat des Filmverleihs oder der Fernsehsender.
Hinzu kommt, dass manche Filme im Laufe der Erstverwertung einen Hype entfachen, bei dem sich später herausstellt, dass diese übermäßige Identifikation anschließend wieder abflacht oder verfrüht war. Diese Filme sind nicht als Kult anzusehen, eher als Kassenschlager (Blockbuster). Ob es einem dieser Filme gelingt, sich nachhaltig zu etablieren und später als „Kultfilm“ bezeichnet zu werden, können nur spätere Generationen von Filmzuschauern entscheiden, nicht aber die aktuellen Produzenten oder Filmverleiher.